# مارکو کاندرینا
مارکو کاندرینا (انگلیسی: Marco Candrina؛ زادهٔ ۲ ژانویهٔ ۱۹۸۲) بازیکن فوتبال اهل ایتالیا است.
از باشگاه‌هایی که در آن بازی کرده‌است می‌توان به باشگاه فوتبال فوجا، باشگاه فوتبال بنونتو، باشگاه فوتبال ارورا پرو پاتریا ۱۹۱۹، و باشگاه فوتبال باری اشاره کرد.
وی همچنین در تیم ملی فوتبال Italy U-15 بازی کرده‌است.